# Гленс Фери (Ајдахо)
Гленс Фери (енгл. Glenns Ferry) град је у америчкој савезној држави Ајдахо.

## Демографија
По попису из 2010. године број становника је 1.319, што је 292 (-18,1%) становника мање него 2000. године.
| Група             | 2000.         | 2010.       |
| Белци             | 1.140 (70,8%) | 954 (72,3%) |
| Афроамериканци    | 0 (0,0%)      | 2 (0,2%)    |
| Азијати           | 5 (0,3%)      | 5 (0,4%)    |
| Хиспаноамериканци | 426 (26,4%)   | 324 (24,6%) |
| Укупно            | 1.611         | 1.319       |